# Mart Ristl
Mart Ristl (nacido el 7 de julio de 1996 en Schwäbisch Gmünd, Alemania) es un futbolista alemán que juega de mediocampista. Actualmente juega en el FC Homburgo.
El 24 de octubre de 2015 Ristl hizo su debut en la Bundesliga con el VfB Stuttgart en un encuentro contra el Bayer 04 Leverkusen.

## Clubes
| Club                   | País     | Año         |
| ---------------------- | -------- | ----------- |
| VfB Stuttgart          | Alemania | 2015 - 2016 |
| VfB Stuttgart II       | Alemania | 2016 - 2017 |
| FC Sochaux-Montbéliard | Francia  | 2017 - 2018 |
| VfR Aalen              | Alemania | 2018 - 2019 |
| FC Viktoria Colonia    | Alemania | 2019 - 2020 |
| FC Homburgo            | Alemania | 2020 -      |